# Équipe de Belgique de football à la Coupe du monde 1930
Cet article relate le parcours de l'Équipe de Belgique de football lors de la Coupe du monde de football de 1930 organisée en Uruguay du 13 juillet au 30 juillet 1930.

## Joueurs et encadrement
| Nom                | Nom               | Club                 | Naissance       | Décès           | J.              | Buts            |                 |                 |                 |
| Gardiens de but    | Gardiens de but   | Gardiens de but      | Gardiens de but | Gardiens de but | Gardiens de but | Gardiens de but | Gardiens de but | Gardiens de but | Gardiens de but |
| ------------------ | ----------------- | -------------------- | --------------- | --------------- | --------------- | --------------- | --------------- | --------------- | --------------- |
| -                  | Arnold Badjou     | Daring CB            | 25.06.1909      | 17.09.1994      | 2               | 0               | 0               | 0               | 0               |
| -                  | Jean De Bie       | R. Racing CB         | 09.05.1892      | 30.04.1961      | 0               | 0               | 0               | 0               | 0               |
| Défenseurs         |                   |                      |                 |                 |                 |                 |                 |                 |                 |
| -                  | Alexis Chantraine | R. FC Liégeois       | 19.03.1901      | 24.04.1987      | 0               | 0               | 0               | 0               | 0               |
| -                  | Henri De Deken    | R. Antwerp FC        | 03.08.1907      | 12.02.1960      | 1               | 0               | 0               | 0               | 0               |
| -                  | Nicolas Hoydonckx | Excelsior FC Hasselt | 09.12.1900      | 04.02.1985      | 2               | 0               | 0               | 0               | 0               |
| Milieux de terrain |                   |                      |                 |                 |                 |                 |                 |                 |                 |
| -                  | Pierre Braine     | R. Beerschot AC      | 26.10.1900      | 06.11.1951      | 2               | 0               | 0               | 0               | 0               |
| -                  | Jean De Clercq    | R. Antwerp FC        | 17.05.1905      | 20.03.1984      | 1               | 0               | 0               | 0               | 0               |
| -                  | Auguste Hellemans | FC Malinois          | 21.06.1907      | 04.05.1992      | 2               | 0               | 0               | 0               | 0               |
| -                  | Théodore Nouwens  | RC de Malines        | 17.02.1908      | 21.12.1974      | 2               | 0               | 0               | 0               | 0               |
| Attaquants         |                   |                      |                 |                 |                 |                 |                 |                 |                 |
| -                  | Ferdinand Adams   | SC Anderlechtois     | 03.05.1903      | ?. ?.1992       | 2               | 0               | 0               | 0               | 0               |
| -                  | Gérard Delbeke    | R. FC Brugeois       | 01.09.1903      | 22.10.1977      | 1               | 0               | 0               | 0               | 0               |
| -                  | Jan Diddens       | RC de Malines        | 14.09.1906      | 21/07/1972      | 2               | 0               | 0               | 0               | 0               |
| -                  | Jacques Moeschal  | R. Racing CB         | 06.09.1900      | 30/10/1956      | 2               | 0               | 0               | 0               | 0               |
| -                  | André Saeys       | R. CS Brugeois       | 20.02.1911      | 22.03.1988      | 0               | 0               | 0               | 0               | 0               |
| -                  | Louis Versyp      | R. FC Brugeois       | 05.12.1908      | 27.06.1988      | 2               | 0               | 0               | 0               | 0               |
| -                  | Bernard Voorhoof  | Liersche SK          | 10.05.1910      | 18.02.1974      | 1               | 0               | 0               | 0               | 0               |
| Sélectionneur      |                   |                      |                 |                 |                 |                 |                 |                 |                 |
|                    | Hector Goetinck   |                      | 05.03.1886      | 26.04.1944      |                 |                 |                 |                 |                 |

## Compétition

### Premier tour
L'Équipe de Belgique de football est éliminée au premier tour de la coupe du monde de football de 1930.

#### États-Unis-Belgique
| 13 juillet 1930                     | États-Unis                                                                                         | 3 – 0   | Belgique                                                                                                | Estadio Gran Parque Central (Montevideo)     |                                              |
| 15 h 00 · Historique des rencontres | McGhee 40e, 43e · Patenaude 89e                                                                    | (2 - 0) | | Spectateurs : 18 346 Arbitrage : José Macías | Spectateurs : 18 346 Arbitrage : José Macías |
| 15 h 00 · Historique des rencontres | Rapport                                                                                            |         | | Spectateurs : 18 346 Arbitrage : José Macías | Spectateurs : 18 346 Arbitrage : José Macías |
| 15 h 00 · Historique des rencontres | Douglas - Wood, Moorhouse - Gallagher, Tracey, Brown - Gonsalves, Florie , Patenaude, Auld, McGhee | Équipes | Badjou - Nouwens, Hoydonckx - De Clercq, Hellemans, Braine - Diddens, Voorhoof, Adams, Moeschal, Versyp | Spectateurs : 18 346 Arbitrage : José Macías | Spectateurs : 18 346 Arbitrage : José Macías |

#### Paraguay-Belgique
| 20 juillet 1930                     | Paraguay | 1 – 0   | Belgique                                                                                              | Stade Centenario (Montevideo)                      |                                                    |
| 15 h 00 · Historique des rencontres | Vargas Peña 40e                                                                                                 | (1 - 0) | | Spectateurs : 12 000 Arbitrage : Ricardo Vallarino | Spectateurs : 12 000 Arbitrage : Ricardo Vallarino |
| 15 h 00 · Historique des rencontres | Rapport |         | | Spectateurs : 12 000 Arbitrage : Ricardo Vallarino | Spectateurs : 12 000 Arbitrage : Ricardo Vallarino |
| 15 h 00 · Historique des rencontres | P. Benítez - Olmedo, Flóres - S. Benítez, Díaz, Garcete - Nessi, Romero, González, Benítez Cáceres, Vargas Peña | Équipes | Badjou - De Deken, Hoydonckx - Nouwens, Hellemans, Braine - Diddens, Delbeke, Adams, Moeschal, Versyp | Spectateurs : 12 000 Arbitrage : Ricardo Vallarino | Spectateurs : 12 000 Arbitrage : Ricardo Vallarino |

#### Classement
| Rang | Équipe     | Pts | J | G | N | P | Bp | Bc | Diff |  | Résultats (▼ dom., ► ext.) |  |     |     |
| ---- | ---------- | --- | - | - | - | - | -- | -- | ---- |  | -------------------------- |  | --- | --- |
| 1    | États-Unis | 4   | 2 | 2 | 0 | 0 | 6  | 0  | +6   |  | États-Unis                 |  | 3-0 | 3-0 |
| 2    | Paraguay   | 2   | 2 | 1 | 0 | 1 | 1  | 3  | -2   |  | Paraguay                   |  |     | 1-0 |
| 3    | Belgique   | 0   | 2 | 0 | 0 | 2 | 0  | 4  | -4   |  | Belgique                   |  |     |     |